# زادار

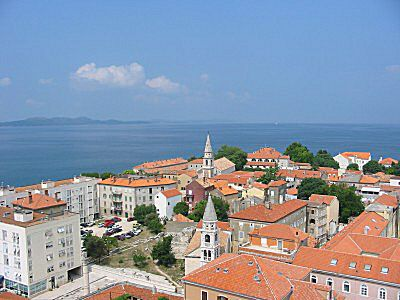
زادار

تقع مدينة زادار في كرواتيا على البحر الأدرياتيكي. هي عاصمة مقاطعة زادار و إقليم دالماسيا الشمالي. تقابل زادار جزر أوغليان وباشمان و التي يفصلها عنها مضيق زادار الضيق. كانت المدينة القديمة معزولة عن البر الرئيسي بخندق عميق والذي أصبح منذ حينها مطمراً للنفايات. أما الميناء في الشمال الشرقي من البلدة فهو آمن وفسيح. تعد مقعداً لرئاسة الأساقفة الكاثوليك.

## المناخ
يظهر الجدول التالي التغييرات المناخية على مدار السنة لزادار:
| البيانات المناخية لـزادار                                | البيانات المناخية لـزادار | البيانات المناخية لـزادار | البيانات المناخية لـزادار | البيانات المناخية لـزادار | البيانات المناخية لـزادار | البيانات المناخية لـزادار | البيانات المناخية لـزادار | البيانات المناخية لـزادار | البيانات المناخية لـزادار | البيانات المناخية لـزادار | البيانات المناخية لـزادار | البيانات المناخية لـزادار | البيانات المناخية لـزادار |
| الشهر                                                    | يناير                     | فبراير                    | مارس                      | أبريل                     | مايو                      | يونيو                     | يوليو                     | أغسطس                     | سبتمبر                    | أكتوبر                    | نوفمبر                    | ديسمبر                    | المعدل السنوي             |
| -------------------------------------------------------- | ------------------------- | ------------------------- | ------------------------- | ------------------------- | ------------------------- | ------------------------- | ------------------------- | ------------------------- | ------------------------- | ------------------------- | ------------------------- | ------------------------- | ------------------------- |
| الدرجة القصوى °م (°ف)                                    | 17.4 (63.3)               | 21.2 (70.2)               | 22.5 (72.5)               | 26.5 (79.7)               | 32.0 (89.6)               | 34.6 (94.3)               | 36.1 (97.0)               | 36.3 (97.3)               | 32.0 (89.6)               | 27.2 (81.0)               | 25.0 (77.0)               | 18.7 (65.7)               | 36.3 (97.3)               |
| متوسط درجة الحرارة الكبرى °م (°ف)                        | 10.8 (51.4)               | 11.3 (52.3)               | 13.6 (56.5)               | 16.6 (61.9)               | 21.3 (70.3)               | 25.2 (77.4)               | 28.2 (82.8)               | 28.2 (82.8)               | 24.3 (75.7)               | 20.0 (68.0)               | 15.1 (59.2)               | 11.9 (53.4)               | 18.9 (66.0)               |
| المتوسط اليومي °م (°ف)                                   | 7.3 (45.1)                | 7.5 (45.5)                | 9.7 (49.5)                | 12.9 (55.2)               | 17.5 (63.5)               | 21.3 (70.3)               | 23.9 (75.0)               | 23.7 (74.7)               | 19.9 (67.8)               | 15.9 (60.6)               | 11.4 (52.5)               | 8.5 (47.3)                | 14.9 (58.8)               |
| متوسط درجة الحرارة الصغرى °م (°ف)                        | 4.3 (39.7)                | 4.3 (39.7)                | 6.3 (43.3)                | 9.3 (48.7)                | 13.5 (56.3)               | 17.0 (62.6)               | 19.3 (66.7)               | 19.3 (66.7)               | 16.0 (60.8)               | 12.5 (54.5)               | 8.3 (46.9)                | 5.5 (41.9)                | 11.3 (52.3)               |
| أدنى درجة حرارة °م (°ف)                                  | −9.1 (15.6)               | −6.4 (20.5)               | −6.8 (19.8)               | 0.5 (32.9)                | 3.4 (38.1)                | 8.2 (46.8)                | 12.7 (54.9)               | 11.5 (52.7)               | 8.0 (46.4)                | 2.3 (36.1)                | −1.8 (28.8)               | −6.5 (20.3)               | −9.1 (15.6)               |
| الهطول مم (إنش)                                          | 72.6 (2.86)               | 62.5 (2.46)               | 63.5 (2.50)               | 70.0 (2.76)               | 64.7 (2.55)               | 54.4 (2.14)               | 30.4 (1.20)               | 49.6 (1.95)               | 104.0 (4.09)              | 106.7 (4.20)              | 105.6 (4.16)              | 95.2 (3.75)               | 879.2 (34.61)             |
| متوسط أيام هطول الأمطار (≥ 0.1 mm)                       | 10.0                      | 8.5                       | 8.9                       | 10.4                      | 9.5                       | 8.2                       | 5.3                       | 5.9                       | 8.7                       | 9.8                       | 11.2                      | 10.4                      | 106.8                     |
| متوسط الأيام المثلجة (≥ 1.0 cm)                          | 0.5                       | 0.2                       | 0.1                       | 0.0                       | 0.0                       | 0.0                       | 0.0                       | 0.0                       | 0.0                       | 0.0                       | 0.0                       | 0.2                       | 1.1                       |
| متوسط الرطوبة النسبية (%)                                | 72.4                      | 70.0                      | 71.2                      | 72.7                      | 73.8                      | 71.2                      | 67.2                      | 69.3                      | 73.4                      | 73.8                      | 73.5                      | 72.8                      | 71.8                      |
| ساعات سطوع الشمس الشهرية                                 | 114.7                     | 146.9                     | 186.0                     | 207.0                     | 275.9                     | 303.0                     | 350.3                     | 322.4                     | 246.0                     | 182.9                     | 123.0                     | 108.5                     | 2٬566٫6                   |
| المصدر: Croatian Meteorological and Hydrological Service |                           |                           |                           |                           |                           |                           |                           |                           |                           |                           |                           |                           |                           |

## توأمة
لزادار اتفاقيات توأمة مع كل من:
- دندي (5 أغسطس 2014 - )[17]
- ريدجو إميليا (2 يونيو 1972 - )[17]
- رومان سور ديزير (10 يونيو 1985 - )[17]
- فورستنفلدبروك (9 أكتوبر 1989 - )[17]
- بريليب
- إيكويكو (30 يونيو 2003 - )[17]
- بادوفا (29 أبريل 2003 - )[17]
- (1 مارس 1997 - )[17]
- فيليكو ترنوفو (30 سبتمبر 2008 - )
- Veliko Tarnovo Municipality [الإنجليزية]‏ (30 سبتمبر 2008 - )
- سيكشفهيرفار

## أعلام
- دادو برشو
- لوكا مودريتش
- ستيبان يوفانوفيتش
- دومينيك ليفاكوفيتش
- شيمي فرساليكو
- دانييل سوباشيتش
- جوفانا الثانية ملكة نابولي
- هيرفوي كوستيتش